# Rafael José Muñoz
Rafael José Muñoz (n. Guanape, Anzoátegui, 1928 - f. 1981) es un poeta venezolano, considerado uno de los poetas venezolanos más destacados del siglo XX. Pasó su infancia como peón agrícola y luego como tendero en Puerto Píritu, y como maestro rural en San Diego de los Altos.
Su estilo y enfoque poético sumamente originales y personales se apartan de los estilos habituales; y constituyen un verdadero replanteo del lenguaje de la poesía. En la tradición poética venezolana se sitúa en la misma línea de autores como Salustio González Rincones, Darío Lancini y Caupolicán Ovalles.
Su obra cumbre es el colosal poemario El círculo de los tres soles que publica en 1968. El mismo es un original aporte a la poesía hispanoamericana del siglo XX. En esta obra sorprende el uso de un nuevo lenguaje poético que se adentra por laberintos.

## Obras
- Selección poética (1952). Caracas: Ediciones de la Revista Hispana.
- Los pasos de la muerte (1953). Caracas: Ediciones Mar Caribe.
- El círculo de los tres soles (1968). Caracas: Ediciones Zona Franca.[3]